# Сату-Ноу (Міхейлешть, Бузеу)
Сату-Ноу (рум. Satu Nou) — село у повіті Бузеу в Румунії. Входить до складу комуни Міхейлешть.
Село розташоване на відстані 70 км на північний схід від Бухареста, 27 км на південний захід від Бузеу, 119 км на південний захід від Галаца, 117 км на південний схід від Брашова.

## Населення
За даними перепису населення 2002 року у селі проживали 457 осіб, усі — румуни. Усі жителі села рідною мовою назвали румунську.